# Українці в Новій Зеландії
Українці в Новій Зеландії (англ. Ukrainian New Zealander) — одна з національних меншин Нової Зеландії. Згідно з даними останнього перепису населення 2006 року, 1152 резиденти країни заявили Україну місцем свого народження, а українцями, за етнічною ознакою, вважають себе 672 мешканця.

## Перші українці-переселенці
28 червня 1949 року до Велінґтону прибув перший транспорт українців у кількості 90 осіб. Другим транспортом до Нової Зеландії, 18 жовтня 1950 року, під керівництвом п. Макара Ілляшенка прибуло 30 українців. У 1951 році, прибув ще один транспорт, в якому поруч інших національних груп, приїхали також 30 українців.

## Український клуб у Веллінгтоні
1951 року у Велінгтоні під час перших загальних зборів українців, мешканців цього міста, створено «постійну українську національно-громадську аполітичну організацію під назвою Український Клюб у Велінгтоні, до управи якого ввійшли М. Ілляшенко, М. Харитоненко, Ф. Пінчук та В. Федорко».

## Становлення української громади
У 2006 році новозеландський Національний центр європейських досліджень (НЦЄД) Кентерберійського університету міста Крайстчерч одним з перших в країні приділив увагу потенціалу українсько-новозеландських відносин та аналізу причин, що перешкоджають їх швидкому розвитку. У своїй спільній роботі під назвою «Українсько-новозеландські відносини: обіцянка побачення» співробітники НЦЕД, доктор Наталія Чабан та аспірант Влад Вернигора, виокремили основні, на їх думку, такі причини: спорадичні зв’язки в минулому, традиційне сприйняття Новою Зеландією України у стійкій геополітичній асоціації, а в багатьох випадках і спрощеному ототожненні з Росією.
Важливий шанс заявити про себе, паралельно з'ясовуючи важливі питання щодо власних потенційних можливостей як громади, сучасні новозеландські українці отримали під час «Помаранчевої революції» 2004 року в Україні. Цій події була приділена значна увага в новозеландських ЗМІ. До того ж українські іммігранти Окленду та Крайстчерчу (два найбільших міста Нової Зеландії) вранці 5 грудня 2004 року, одночасно, провели мітинги в контексті президентських виборів в Україні.
Це дало поштовх для відновлення процесу становлення української громади в Новій Зеландії, яка веде свою історію із середини XX століття, коли перша група українських біженців (приблизно 170 людей) залишила повоєнну Європу та у 1949 році прибула в Нову Зеландію.

### Об'єднання українців Нової Зеландії
15 червня 2007 року було офіційно зареєстроване Об'єднання українців Нової Зеландії (Північ) (Ukrainian Association of New Zealand) або ОУНЗ. Із цією подією українців Нової Зеландії привітав голова Союзу українських організацій Австралії, Генеральний секретар Світового конґресу українців Стефан Романів. Таким чином, українці Нової Зеландії були визнані частиною світової української діаспори.
Головою ОУНЗ є Наталя Пошивайло. Попередніми головами ОУНЗ були Грег Сергієнко та Влад Вернигора. 
Окрім успішних ініціатив з утворення подібних організацій в інших частинах Нової Зеландії (Центральний район Північного Острову та Південний Острів), першочергові кроки ОУНЗ були спрямовані на вшанування 75-річчя Голодомору 1932—1933 років в Україні, який залишався практично невідомим новозеландцям. Тому головним завданням ОУНЗ вважала не просто надавати новозеландцям відповідну інформацію про Голодомор, а показати і довести, що сильний український народ, попри історичні виклики та багатомільйонні жертви, спромігся вижити і в наш час[коли?] продовжує достойно будувати власну державу.
Важливим з політико-гуманітарної точки зору для відносин України з Новою Зеландією був вітальний лист Спікера Палати Представників Парламенту НЗ Локвуда Сміта українській громаді Нової Зеландії з нагоди 50-ї річниці імміграції українців до цієї країни. У своєму листі Л. Сміт, окрім іншого, відзначив нинішній рівень розвитку української спільноти в Новій Зеландії, а також з розумінням підкреслив важливість історичних подій в розвитку українства, в тому числі трагедії Голодомору в Україні. Зазначене ініціативне послання представника вищого керівництва Нової Зеландії, а також зроблені ним акценти, підтвердили уважне ставлення новозеландської сторони до ОУНЗ та розвитку відносин з Україною.